# Åmlot
Åmlot är en ö i Finland. Den ligger i Skärgårdshavet och i kommunen Pargas i den ekonomiska regionen  Åboland i landskapet Egentliga Finland, i den sydvästra delen av landet. Ön ligger omkring 40 kilometer sydväst om Åbo och omkring 180 kilometer väster om Helsingfors.
Öns area är 62,9 hektar och dess största längd är 1,2 kilometer i öst-västlig riktning. Ön höjer sig omkring 30 meter över havsytan.